# Gedraaide romboëdrisch icosidodecaëder
Een gedraaide romboëdrisch icosidodecaëder is in de meetkunde het johnsonlichaam J72. Deze ruimtelijke figuur kan worden geconstrueerd door op een rombische icosidodecaëder een vijfhoekige koepel J5 36° te draaien. Een rombische icosidodecaëder is een archimedisch lichaam. De paradubbelgedraaide romboëdrisch icosidodecaëder J73, de metadubbelgedraaide romboëdrisch icosidodecaëder J74 en de drievoudig gedraaide romboëdrisch icosidodecaëder J75 worden ook geconstrueerd door vijfhoekige koepels op een rombische icosidodecaëder te draaien, maar die lichamen zijn anders. Het gaat daarbij om twee, weer twee en drie vijfhoekige koepels, die worden gedraaid.
- (en)  MathWorld. Gyrate Rhombicosidodecahedron